# أكيكو هيراماتسو
أكيكو هيراماتسو (平松晶子 هيراماتسو أكيكو) هي مؤدية أصوات يابانية ولدت في 31 أغسطس 1967 في طوكيو.

## أدوارها في الأنمي

### مسلسلات أنمي تلفزيونية
- سلام دانك - ميسون
- شعلة ريكا - فوكو كيريساوا
- إندكس معينة خاصة بالسحر II - فينت
- الرقيب كيرورو - أكي هيناتا
- أزومانغا دايو - يوكاري تانيزاكي
- أنت رهن الاعتقال - ميوكي كوباياكاوا
- أنت رهن الاعتقال SECOND SEASON - ميوكي كوباياكاوا
- بليتش - شيبا كوكاكو
- دون هاك ساين - بي تي
- دوت هاك روتس - بوردو
- تسوباسا كرونيكل - أراشي
- فل ميتال بانيك؟ فوموفو - يوكو واكانا
- AVENGER - إيو
- ذا سول تيكر - يوي كيريهارا
- بوكيمون - كاترينا، تشيغوسا
- نون نون بيوري - يوكيكو كوشيغايا
- نون نون بيوري ريبيت - يوكيكو كوشيغايا
- كود-إي - ميتسوكي إيبيهار

### أفلام أنمي
- فيلم بوكيمون 2000: قوة الإتحاد - ميلودي

## أدوارها في ألعاب الفيديو
- تيلز أوف ديستني 2 - هارولد بيرسيليوس
- تيلز أوف فرسس - هارولد بيرسيليوس

## أدوارها في الدبلجة اليابانية
- إكس-من - جوبيلي

## وصلات خارجية
- أكيكو هيراماتسو على موقع IMDb (الإنجليزية)
- أكيكو هيراماتسو على موقع ميوزك برينز (الإنجليزية)
- أكيكو هيراماتسو على موقع قاعدة بيانات الفيلم (الإنجليزية)
- أكيكو هيراماتسو على موقع ANN person (الإنجليزية)